# Werner Lorant
Pour les articles homonymes, voir Lorant.
Werner Lorant, né le 21 novembre 1948 à Welver et mort le 20 avril 2025 à Wasserburg am Inn, est un footballeur puis un entraîneur allemand.

## Biographie
Werner Lorant naît le 21 novembre 1948.
Il dirige l'équipe du TSV 1860 Munich de 1992 à 2001.
Werner Lorant meurt le 20 avril 2025 dans un hôpital à Wasserburg, en Bavière

## Carrière[3]

### En tant que joueur
- 1969-1971 : Westfalia Herne  Allemagne
- 1971-1973 : Borussia Dortmund  Allemagne
- 1973-1977 : Rot-Weiss Essen  Allemagne
- 1977-1978 : Sarrebruck  Allemagne
- 1978-1982 : Eintracht Francfort  Allemagne
- 1983 : Schalke 04  Allemagne
- 1983-1984 : Hanovre 96  Allemagne
- 1984-1986 : SV Heidingsfeld  Allemagne
- 1986-1987 : FC Schweinfurt  Allemagne

### En tant qu'entraîneur
- 1984-1986 : SV Heidingsfeld  Allemagne
- 1986-1990 : FC Schweinfurt  Allemagne
- 1990-1992 : Viktoria Aschaffenbourg  Allemagne
- 1992-2001 : TSV Munich 1860  Allemagne
- 2002 : Fenerbahçe  Turquie
- 2002-2003 : Ahlen  Allemagne
- 2003-2004 : Incheon United  Corée du Sud
- 2005 : APOEL Nicosie  Chypre
- 2005-2006 : Sivasspor  Turquie
- 2006 : Saipa Karaj  Iran
- 2006-2007 : Erciyesspor  Turquie
- 2007 : Unterhaching  Allemagne
- 2007 : Kasımpaşa SK
- 2008 : Liaoning Hongyun
- 2008-2009 : Dunajská Streda
- 2012: Dunajská Streda
- 2017: ÖTSU Hallein
- 2019: FC Hallein 04

## Palmarès
- Vainqueur de la Coupe UEFA en 1980 avec l'Eintracht Francfort
- Vainqueur de la Coupe d'Allemagne en 1981 avec l'Eintracht Francfort